# Karakalamadahalli, Gundlupet
Karakalamadahalli là một làng thuộc tehsil Gundlupet, huyện Chamarajanagar, bang Karnataka, Ấn Độ.